# Крупночешуйная агама
Крупночешуйная агама (лат. Laudakia nupta) — вид ящериц семейства агамовые.
Общая длина тела достигает 45 см, больше половины которой приходится на хвост. Чешуя туловища разнородная. Спинная сторона тела покрыта крупной чешуёй, бока и брюхо — мелкой. Все чешуйки спинной стороны имеют острые кили. Чешуя хвоста располагается правильными рядами, образуя кольца. Они имеют удлинённые острые кили. Важной особенностью агам являются кожаные складки по бокам шеи и у основания головы, покрытые длинными острыми шипами. Эти складки более выражены у самцов, но заметны они и у самок.
Окраска заметно отличается у самцов и самок. Спина, задние лапы и основание хвоста у самцов песчано-жёлтого цвета, дистальная половина хвоста и внешняя сторона передних лап тёмно-коричневые. Подбородок, иногда часть верхней челюсти, брюшная сторона шеи и передняя часть брюха у самцов ярко-синего цвета. Интенсивность цвета зависит от состояния животного и его статуса в группе. Самки окрашены гораздо менее ярко — шоколадного цвета спина, песчаного — брюхо, на спине рисунок из светлых пятен и точек.
Предпочитает сильно засушливые места, каменистые предгорья, нижний и средний пояса гор и скальные выходы среди пустынь. Ящерица активна днём. Питается насекомыми, детёнышами грызунов, мелкими ящерицами, растительной пищей.
Вид распространён в Иране, западном Ираке, Афганистане, Пакистане.